# 弗雷迪·克劳福德
小弗雷德里克·拉塞尔·克劳福德（英語：Frederick Russell Crawford Jr.，1941年12月23日—），美国NBA联盟前职业篮球运动员。他在1964年的NBA选秀中第4轮第26顺位被纽约尼克斯选中。